# Societat caçadora-recol·lectora

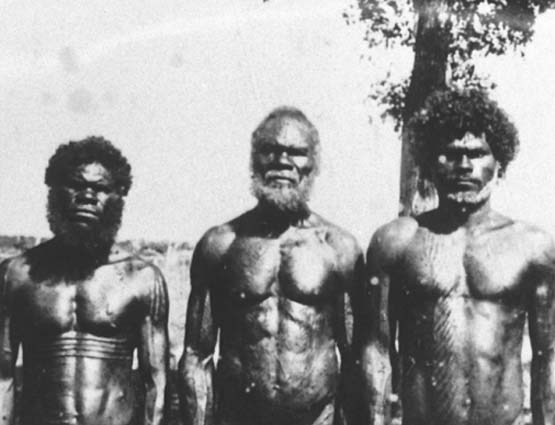
Caçadors-recol·lectors a l'illa Bathurst, Austràlia, el 1939

La societat caçadora-recol·lectora és un tipus d'organització social i econòmica basat en l'adquisició dels productes que la natura ofereix, com és la caça dels animals salvatges i la pesca i la recol·lecció de plantes i fruits silvestres. Implica procurar-se directament plantes i animals comestibles silvestres, cercar menjar i caçar sense recórrer a animals domesticats ni a l'agricultura. En aquestes societats, més del 80% del menjar s'obté per la recol·lecció.
La distinció entre les societats de caçadors-recol·lectors i altres societats descansa sobretot en la domesticació i no està clarament definida, ja que moltes societats contemporànies combinen les dues estratègies.

## Història
Els primers humans probablement subsistien de menjar carronya, no pas de la caça. A principis del Paleolític els humans vivien en hàbitats mixtos que els permetien collir aliments del mar, ous, fruits secs, a més de la carronya. A aquesta època pertany el grup de l'anomenada Cultura Wilton.
Caçar i recollir eren activitats d'economia de subsistència des de l′Homo habilis fins a l'aparició, fa uns 200.000 anys, de l'Homo sapiens arcaic. Va ser l'única manera de subsistir fins al final del període Mesolític, fa uns 10.000 anys, i gradualment va ser substituït per la Revolució neolítica.
En la transició entre el Paleolític mitjà i final, fa uns 80.000 anys, algunes societats es van especialitzar en la caça d'un nombre més reduït d'espècies, i això també va suposar crear eines com les xarxes de pesca, els hams i els arpons. La transició al Neolític va estar marcada per la introducció gradual de pràctiques agrícoles i ramaderes en diverses zones del món.
Alguns grups continuaren amb la caça i la recol·lecció, molts d'ells resideixen en les zones àrides i les selves tropicals. Sovint aquesta activitat està lligada al nomadisme. Molts animals de caça s'han anat extingint,
Com a resultat de l'extensió pràcticament universal de l'agricultura, les escasses societats actuals de caçadors-recol·lectors, ja afectades per la globalització, tan sols es troben en zones marginals.

## Alguns caçadors-recol·lectors
Encara que aquest sigui el seu sistema tradicional, actualment algun ja no el practiquen o el practiquen tangencialment (com els Inuit)
- Aranda
- Batek
- Boiximans
- Bororó
- Cro-Magnon
- Hadza
- Homo erectus
- Aborigen australià
- Inuit
- Homo floresiensis
- Mbuti
- Neandertals
- Nukak
- Okiek
- Pirahã
- Pigmeu
- Salish de la Costa
- Sentinelese
- Selknam
- Spinifex
- Tlingit
- Yamana
- Yolngu

## Característiques
La investigadora Kristen Hawkes observà als hadza, un grup ètnic que probablement visquen les mateixes condicions que les històriques societats caçadores-recolectores, arribà a la conclusió que les persones que porten l'aliment principal (en aquestes societats al grup eren les mares i les iaies, mentre que els homes cacen poc.